# Jean-Pol Henry
 (avril 2021).
Si vous disposez d'ouvrages ou d'articles de référence ou si vous connaissez des sites web de qualité traitant du thème abordé ici, merci de compléter l'article en donnant les références utiles à sa vérifiabilité et en les liant à la section « Notes et références ».
Jean-Pol S.J.Ch. Henry, né le 13 décembre 1943 à Gosselies (Charleroi) est un homme politique belge, membre du PS. Il fut député fédéral et conseiller régional wallon.
Il est régent en langues germaniques et professeur.

## Fonctions politiques
- Député fédéral belge du 28 avril 1983 au 2 mai 2007;
  - Ancien premier vice-président de la Chambre.
- Ancien président du groupe socialiste (PS) du Conseil régional wallon.
- Ancien secrétaire du Conseil régional wallon.
- Ancien conseiller communal de Charleroi.

## Distinctions
- Officier de l'Ordre de Léopold.
- Médaille civique de 1re classe.